# Cut’Em Down to Size
Cut’Em Down to Size – album koncertowy Elvisa Presleya składający się z koncertu w Jackson
w Missisipi. Elvis miał na sobie Black Phoenix suit. Został wydany w 1996 roku.

## Lista utworów
1. "2001 Theme" - 10 czerwca 1975, Memphis, TN.
2. "See See Rider" - 10 czerwca 1975, Memphis, TN.
3. "I Got a Woman – Amen" - 10 czerwca 1975, Memphis, TN.
4. "Love Me"
5. "If You Love Me"
6. "Love Me Tender"
7. "All Shook Up"
8. "Teddy Bear – Don’t Be Cruel"
9. "Hound Dog"
10. "The Wonder of You"
11. "Polk Salad Annie"
12. "Introductions By Elvis"
13. "James Burton Solo"
14. "Ronnie Tutt Solo"
15. "Jerry Scheff Solo"
16. "Glenn D. Hardin Solo"
17. "Hail Hail Rock And Roll"
18. "T-R-O-U-B-L-E"
19. "Why Me Lord"
20. "Let Me Be There"
21. "American Trilogy"
22. "Funny How Time Slips Away"
23. "Jambalaya"
24. "Elvis Cuts The Security Down To Size"
25. "Mystery Train - Tiger Man"
26. "Help Me Make It Through the Night"
27. "Can’t Help Falling in Love"